# Aeroportul Internațional Cephalonia
Aeroportul Internațional Cephalonia (IATA: EFL, ICAO: LGKF) este un aeroport din Argostolion, Argostoli Municipality⁠(d), Kefalonia Regional Unit⁠(d), Insulele Ionice⁠(d), Peloponez, Grecia de Vest și Insulele Ionice⁠(d), Grecia ce deservește zona Cefalonia. Aeroportul a fost tranzitat în 2022 de 815.914 pasageri. A fost deschis în 1971 și numit după Anna Pollatou⁠(d).
Situat la o altitudine de 18 m, aeroportul dispune de 1 pistă. Este operat de Fraport Greece⁠(d).

## Infrastructură

### Piste
Aeroportul dispune de o singură pistă. Pista are orientarea 14/32.